# 袁實遂
袁實遂（1530年—1572年），字宗茂，號豐南，江西南昌府豐城縣人，軍籍，明朝政治人物。

## 生平
嘉靖三十四年（1555年）乙卯科江西鄉試第五十二名舉人。隆慶五年（1571年）中式辛未科會試第三百十三名，三甲第一百五十六名進士。刑部觀政，授金华县知县，卒于官。

## 家族
曾祖袁時重，壽官；祖父袁燁；父袁垹，母孫氏。严侍下。兄袁实遇。